# Fluorrossmanita
La fluorrossmanita és un mineral de la classe dels silicats que pertany al grup de la turmalina.

## Característiques
La fluorrossmanita és un silicat de fórmula química ◻(Al₂Li)Al₆(Si₆O₁₈)(BO₃)₃(OH)₃F. Va ser aprovada com a espècie vàlida per l'Associació Mineralògica Internacional en el mes de febrer de l'any 2024, i publicada dos mesos més tard. Cristal·litza en el sistema trigonal. És l'anàleg amb fluor de la rossmanita.
L'exemplar que va servir per a determinar l'espècie, el que es coneix com a material tipus, es troba conservat a les col·leccions del Museu Mineralògic Fersmann, de l'Acadèmia de Ciències de Rússia, a Moscou (Rússia), amb el número de registre: 6049/1.

## Formació i jaciments
Va ser descoberta al filó de Krutaya del camp de pegmatites de Malkhan, a Krasnyi Chikoy (Krai de Zabaikàlie, Rússia). Aquest indret és l'únic de tot el planeta on ha estat descrita aquesta espècie mineral.